# Call of Duty: Future Warfare
Call Of Duty: Future Warfare, o también denominado internamente como "NX1" es un juego de disparos de ciencia ficción en primera persona cancelado desarrollado entre 2010 y 2012 por Neversoft y que sería distribuido por Activision.

## Trama
El juego se basaría en la guerra espacial de baja gravedad, con temática realista y futurista, con un menú con una interfaz similar a los de la saga Modern Warfare. Iba a ser pensado en modos de Un jugador, y multijugador.

## Historia y Filtración
En 2010, después del retiro de varios empleados de Infinity Ward y de la creación de Respawn Entertainment, Neversoft comienza el desarrollo de "NX1".
El 27 de enero de 2024, en la red social X, se filtró un video de la versión de desarrollo del juego del año 2011 donde se puede observar una misión llamada "Moonbase Assault" de un ataque a una base lunar, en donde el protagonista huye de un ataque para poder dirigirse a una armería y de allí, ayudar a sus demás compañeros a defender la base. Según un ex empleado de Neversoft, Brian Bright, el prototipo estaba siendo desarrollado en el motor IW 4.0 Engine para poder entrenar a los desarrolladores a usar el motor y el título sería el reemplazante de Call Of Duty: Ghosts, hasta su cancelación por motivos desconocidos.
Más tarde en septiembre de 2024, usuarios de Reddit descubren en internet dos versiones de desarrollador jugable del juego, la primera (1.0.546), que data del 18 de noviembre de 2011, y una más reciente, con fecha de 8 de enero de 2012, la cual incluye con mayor contenido multijugador.
El 11 de mayo de 2010, Activision registró las marcas "Future Warfare" y "Call of Duty Future Warfare". 4 años después, el 18 de agosto de 2014, abandona las marcas.

## Multijugador
Dentro de su modo multijugador, se encontraría un nuevo modo llamado "Escolta", mapas remasterizados de antiguas entregas de la saga y los siguientes mapas multijugador:
- Whiteout
- Legacy Afghan
- Legacy Crash
- Legacy Outpost
- Legacy Overgrown
- Legacy Terminal
- Apartment
- Bin Laden’s Compound
- Gladiator Assault
- Merc Overgrown Map
- Merc Mode Map
- BENK
- Blank Test MP Level
- JKU
- JPL DOCK
- Milota’s Test Map[7]